# Chance Cove
Chance Cove es un pueblo canadiense situado en la provincia de Terranova y Labrador.

## Superficie
Chance Cove tiene una superficie de 18,14 km².

## Demografía
En 2021, tenía 213 habitantes, una densidad poblacional de 11,7 hab./km², y 129 viviendas.